# Daniel Mosquera
Daniel Fernando Mosquera Bonilla (Itsmina, Colombia, 20 de octubre de 1999) es un futbolista colombiano que juega como delantero en el Hellas Verona de la Serie A de Italia.

## Trayectoria
Mosquera debutó el 18 de septiembre de 2018 en el empate ante la Club Llaneros por la Categoría Primera B, en 2024 contribuyó en el campeonato del Torneo Apertura para el Atlético Bucaramanga.
El 5 de julio fue trasferido al Hellas Verona F. C..

## Estadísticas
| Club                            | Div.          | Temporada     | Liga  | Liga  | Liga  | Copas | Copas | Copas | Internacional | Internacional | Internacional | Total | Total | Total |
| Club                            | Div.          | Temporada     | Part. | Goles | Asis. | Part. | Goles | Asis. | Part.         | Goles         | Asis.         | Part. | Goles | Asis. |
| ------------------------------- | ------------- | ------------- | ----- | ----- | ----- | ----- | ----- | ----- | ------------- | ------------- | ------------- | ----- | ----- | ----- |
| Barranquilla F. C. · Colombia   | 2.ª           | 2018          | 11    | 1     | 1     | -     | -     | -     | -             | -             | -             | 11    | 1     | 1     |
| Barranquilla F. C. · Colombia   | 2.ª           | 2019          | 7     | 1     | 0     | 3     | 1     | 0     | -             | -             | -             | 10    | 2     | 0     |
| Barranquilla F. C. · Colombia   | Total club    | Total club    | 18    | 2     | 1     | 3     | 1     | 0     | 0             | 0             | 0             | 21    | 3     | 1     |
| UCV · Venezuela                 | 1.ª           | 2021          | 22    | 9     | 2     | -     | -     | -     | -             | -             | -             | 22    | 9     | 2     |
| UCV · Venezuela                 | Total club    | Total club    | 22    | 9     | 2     | 0     | 0     | 0     | 0             | 0             | 0             | 22    | 9     | 2     |
| América de Cali · Colombia      | 1.ª           | 2022          | 22    | 4     | 0     | -     | -     | -     | -             | -             | -             | 22    | 4     | 0     |
| América de Cali · Colombia      | 1.ª           | 2023          | 20    | 0     | 0     | -     | -     | -     | -             | -             | -             | 20    | 0     | 0     |
| América de Cali · Colombia      | Total club    | Total club    | 42    | 4     | 0     | 0     | 0     | 0     | 0             | 0             | 0             | 42    | 4     | 0     |
| Atlético Bucaramanga · Colombia | 1.ª           | 2024          | 26    | 7     | 1     | 2     | 3     | 0     | -             | -             | -             | 28    | 10    | 1     |
| Atlético Bucaramanga · Colombia | Total club    | Total club    | 26    | 7     | 1     | 2     | 3     | 0     | 0             | 0             | 0             | 28    | 10    | 1     |
| Hellas Verona · Italia          | 1.ª           | 2024-25       | 31    | 5     | 1     | 1     | 0     | 0     | -             | -             | -             | 32    | 5     | 1     |
| Hellas Verona · Italia          | Total club    | Total club    | 31    | 5     | 1     | 1     | 0     | 0     | 0             | 0             | 0             | 32    | 5     | 1     |
| Total carrera                   | Total carrera | Total carrera | 139   | 27    | 5     | 6     | 4     | 0     | 0             | 0             | 0             | 145   | 31    | 5     |

## Palmarés

### Títulos nacionales
| Título          | Equipo               | País     | Año  |
| --------------- | -------------------- | -------- | ---- |
| Torneo Apertura | Atlético Bucaramanga | Colombia | 2024 |